# Friedrich Gogarten
Friedrich Gogarten   (Dortmund, 13 de gener de 1887 - Göttingen, 16 d'octubre de 1967) fou un teòleg luterà, cofundador, juntament amb Karl Barth i Eduard Thurneysen, de la teologia dialèctica: el moviment teològic del segle XX que va oposar-se decididament a la teologia liberal a Alemanya. Després fou apologista i membre del moviment dels Cristians Alemanys, la qual cosa causà la seva definitiva ruptura amb Barth.

## Biografia
Acabà els estudis secundaris el 1907 i estudià història de l'art, germanística i piscologia a la Universitat de Múnic. En part influenciat per Arthur Bonus, va decidir canviar-se de facultat i a partir del 1912 estudià teologia a Jena, a Berlín i a Heidelberg.
El 1924 la facultat de teologia de la Universitat de Gießen li atorgà un doctorat honoris causa. A partir del 1925 feu de pastor a Dorndorf i ensenyà a Jena des del 1927. El 1931 succeí Erich Schaeder en la càtedra de teologia sistemàtica de la Universitat de Wroclaw, i el 1935 s'instal·là en la càtedra de teologia sistemàtica a Göttingen, on també ocupà el càrrec de predicador universitari. El 1955 fou nomenat professor emèrit de la Universitat de Göttingen. Va morir en aquesta ciutat el 16 d'octubre del 1967.

## Obres i influències
Sota la direcció de Karl Barth, la teologia dialèctica va adquirir una fisonomia pròpia davant del predomini decimonònic de la teologia liberal. A contrapèl de les tendències sobretot "historitzants" i "antropologitzants" de la teologia liberal i de la seva orientació a favor d'un protestantisme cultural, la teologia dialèctica (anomenada també teologia de la crisi o neo-ortodòxia) reclamava la contraposició, l'absoluta contradicció (d'aquí el seu caràcter "dialèctic") entre Déu i les empreses i interessos humans. Déu és, segons una famosa asserció de Karl Barth, el "totalment altre" (der ganze Andere), i aquesta afirmació de la transcendència divina pretenia ésser una resposta a un segle d'investigacions històriques en la teologia que havia donat com a resultat una anul·lació de la fe.
Per als teòlegs dialèctics, no hi ha res en les investigacions científiques que toquin en el més mínim a la fe. Amb aquesta actitud teològica s'escenificà la crítica dels joves teòlegs alemanys davant dels seus mestres liberals, qui havien forjat una teologia humanista i comparativista, plagada dels prejudicis tan típics del segle xix com la confiança en el progrés. Aquests joves teòlegs dialèctics també foren fills del seu temps, i començaren a ésser nomenats en càtedres universitàries en el període que transcorregué entre la primera i la segona guerra mundial.
L'òrgan principal de publicacions de la teologia dialèctica fou la revista acadèmica Zwischen den Zeiten ('Entre els temps'), el lema de la qual fou pres d'una cèlebre fórmula de Gogarten: «Aquest és el destí de la nostra generació, el que ens trobem entre els temps». La revista deixà de publicar-se el 1932 per les contradiccions entre Barth i Gogarten, qui publicà aquell any la seva Politische Ethik (Ètica política) influenciada pel decisionisme de Carl Schmitt.
Gogarten es veié aviat molt allunyat del moviment de la teologia dialèctica amb la seva entrada en l'associació Cristians Alemanys. Aquesta associació funcionava subordinada al partit nazi, i tingué una orientació racista, antisemita i apegada als dictàmens de Hitler. Tanmateix, Gogarten mai no va unir-se oficialment al partit nazi.
Els temes més conspicus de l'obra gogarteniana són l'home entre Déu i el món, l'Església i el món, i la secularització a conseqüència de la revelació cristiana. A la seva obra és notable la influència antiidealista de Søren Kierkegaard, tant com l'influx teològic de Karl Barth i de Rudolf Bultmann. De tal forma, emprà la teologia dialèctica barthiana i formulà una interpretació fresca de la cultura i de la història, tot i que, en el seu cas, més des del punt de vista luterà que calvinista. En les seves obres Politische Ethik (1932) i Der Mensch zwischen Gott und Welt (1952) s'ocupa del problema de la relació de la humanitat amb la religió i amb l'Estat. A la seva obra més important, Entmythologisierung und die Kirche (1955) examina i estén l'intent de Bultmann per eliminar els elements del mite del Nou Testament.
Si la confrontació de Bultmann tingué com a blanc principalment l'escola històrica de la religió i la teologia sistemàtica de Wilhelm Herrmann, es pot dir que Gogarten anàlogament debat sobretot amb ERnst Troeltsch. Això explica potser per què l'obra gogarteniana es mantingué en constant diàleg amb la filosofia. La mateixa cosa es pot dir del seu gir al voltant de la teologia dialèctica. Conceptes com revelació, fe, etc, són interpretats teològicament per Gogarten de manera fonamental, i no dogmàticament. Per tant, no resulta sorprenent que Gogarten sempre cerqués un diàleg amb la filosofia. Respecte a això, són especialment importants els diàlegs sostinguts amb Eberhard Grisebach entre els anys 1920 i 1926, tant com els que tingué amb Hermann Herrigel entre el 1925 i el 1926.
El pensament filosòfic que interessà a Gogarten és aquell que es comportà críticament amb l'herència de l'idealisme i de l'historicisme. Per això, contra Troeltsch i contra tots els intents per guanyar un concepte científic de religió, l'interès de Gogarten és mostrar, amb l'esperit d'un Franz Overbeck verbigràcia, que una autèntica religió només pot tenir validesa si, precisament, s'erigeix contra tota empresa científica. A partir d'aquests supòsits, Gogarten s'interessa sobretot pels corrents del seu temps que intentaven pensar la religiositat estrictament des de la seva particularitat o en tant forma de via com una forma pròpia.